# Leucadendron discolor
Leucadendron discolor  es una especie de arbusto   perteneciente a la familia  Proteaceae. Es originaria de Sudáfrica. 

## Descripción
Es un arbusto alto, a veces creciendo hasta el tamaño de un árbol. Tiene ramas cilíndricas, púrpura cuando secas, glabras; las ramitas jóvenes del sexo masculino más bien delgadas, las femeninas un poco más grueso, las hojas inferiores  amplias, oblanceoladas a elíptico-oblanceoladas, obtusas o subagudas, coriáceas, glaucas, con las puntas y los márgenes peludos, especialmente cuando son jóvenes, de lo contrario glabras. La inflorescencia femenina de 6 cm de largo; las inflorescencias masculinas de apenas 2 cm  de diámetro., subglobosas, rodeadas de  2 series de brácteas.

## Taxonomía
Leucadendron discolor fue descrita por E.Phillips & Hutch. y publicado en Flora Capensis 5(1): 544. 1912.